# Fort aan de St. Aagtendijk

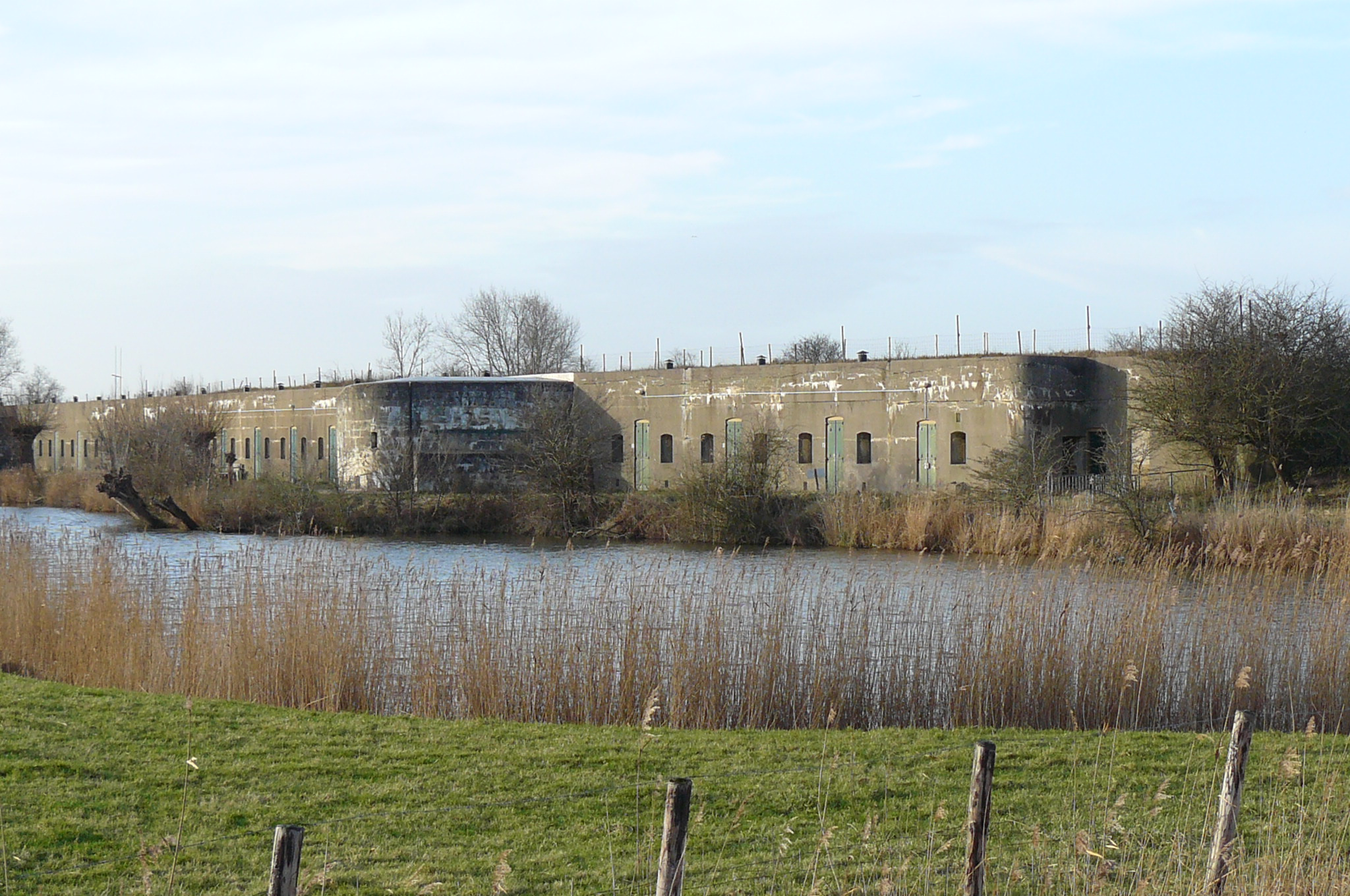
Fort aan de St. Aagtendijk vanaf de Sint Aagtendijk.

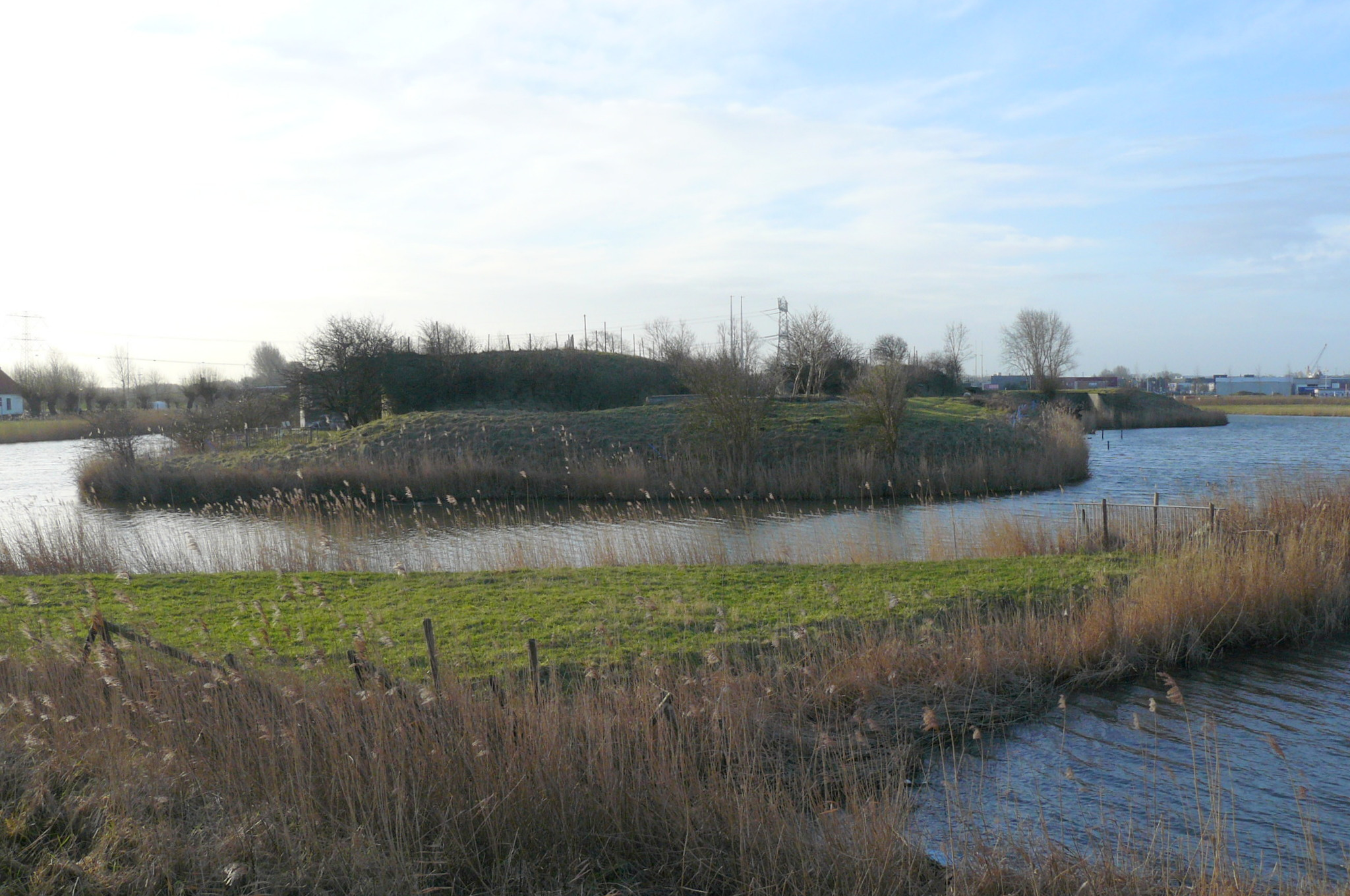
Zijaanzicht met helemaal rechts de front-caponnière.

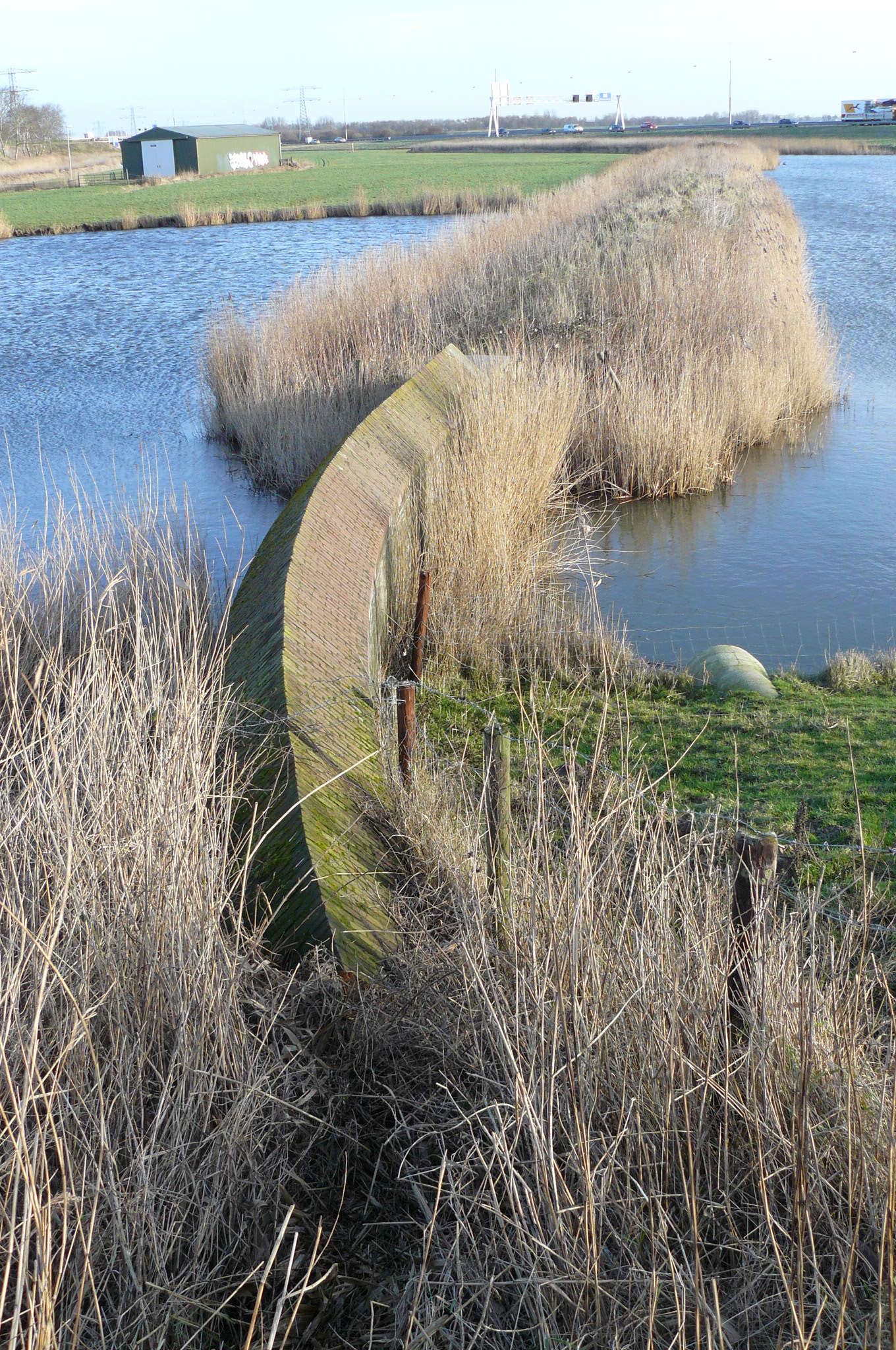
Stenen beer, op de achtergrond de A9.

Het Fort aan de St. Aagtendijk is een fort dat deel uitmaakt van de Stelling van Amsterdam. Het fort ligt bij de plaats Beverwijk langs de Rijksweg A9 en ligt een paar kilometer ten noordwesten van het Fort Zuidwijkermeer.

## Ligging en functie
Het fort ligt in de Wijkerbroekerpolder in Beverwijk, ten noordoosten van Velsen. Het speelde een belangrijke rol bij het beschermen en verdedigen van inundatie-installaties. Het water kwam langs Fort aan de St. Aagtendijk vanuit het Noordzeekanaal richting het noordwestelijke deel van de Stelling van Amsterdam.
Achter het fort ligt de Liniewal Aagtendijk–Zuidwijkermeer. De Wijkermeer heeft een vruchtbare kleigrond en was geschikt voor landbouw en veeteelt. Binnen de Stelling moest voedsel worden verbouwd en besloten werd alleen een klein deel in het westen van de polder te inunderen. Hiervoor werd een 2,5 kilometer lange dijk, de liniewal, aangelegd die van noord naar zuid loopt.
Het fort model A kwam gereed in 1899 en had tot doel de verdediging van de zogenaamde Vuurlinie, de hoofdverdedigingslijn tussen dit fort en Fort Zuidwijkermeer. Verder moest het fort het acces, de Sint Aagtendijk, verdedigen. Deze dijk staat haaks op de verdedigingslijn en vijandelijke legers konden over deze verhoging in het terrein langs de inundatievelden oprukken. De dijk begint in Beverwijk en loopt langs het fort naar de voormalige Wijkermeer.
Achter het fort staat nog een houten genieloods en een fortwachterswoning.

## Bewapening
Het fort aan de St. Aagtendijk had beschikking over het volgende wapenarsenaal:
- 4 kanonnen van 10 cm in beide keel-kazematten
- 4 kanonnen van 6 cm in de front caponnière
- 2 kanonnen van 6 cm in de hefkoepels
- 4 mitrailleurs type M90 met pivotstoelen in beide keel-kazematten

## Bijzonderheden
Het fort heeft een caponnière aan de voorkant. De in beton uitgevoerde ronde uitbouw kreeg schietgaten aan beide zijden van waaruit de vijand kon worden bestookt. Het Fort bij Hoofddorp is het enige andere fort van de Stelling dat met een dergelijke caponnière is uitgerust. Via een poterne is het verbonden met het frontgebouw. De twee hefkoepelgebouwen zijn tijdens de Tweede Wereldoorlog opgeblazen. De hefkoepels zijn verwijderd en afgevoerd.
Ten noorden van het fort, net buiten de gracht, is een stenen beer. Deze scheidde twee watergebieden. Het terrein aan de linkerzijde van de beer werd onder water gezet en aan de rechterzijde werd het kanaal voor de Sint Aagtendijk gevoed. Er lag ook een sluis, maar deze is gesloopt. De Sint Aagtendijk ligt al acht eeuwen op deze plaats en was de oude zeewering toen het Wijkermeer nog via het IJ in open verbinding stond met de Zuiderzee en de Noordzee.

## Tweede Wereldoorlog
In 1945 zijn bij het fort vijftien Georgische soldaten geëxecuteerd. De Georgiërs waren aan het Oostfront gevangengenomen en gedwongen in Duitse dienst te treden. Na een opstand op Texel in april 1945 werden een aantal soldaten door de Duitsers naar het fort getransporteerd en om het leven gebracht. Hun lijken kwamen in een massagraf op het fortterrein, maar in maart 1946 werden ze herbegraven op het Sovjet Ereveld Leusden.

## Herbestemming
Het fort wordt sinds 1991 gehuurd, beheerd en onderhouden door Stichting Fortpop Beverwijk. Het Muziekfort verhuurt ruimtes ten behoeve van diverse muzikale en creatieve activiteiten. De Stichting organiseert allerlei activiteiten op het gebied van muziek, kunst en cultuurhistorie waarbij bezoekers en deelnemers ook kennis kunnen maken met de Stelling van Amsterdam. Het fortterrein is in beheer bij de Stichting.
Naast het fort ligt een 45 hectare groot natuur- en recreatiegebied dat in 1997 is aangelegd. Door het gebied met water- en moeraspartijen ligt een twee kilometer lange wandelroute.